# マーク・ノルドン
マーク・ノルドン（Marc Nordon、1977年9月22日 - ）は、イギリスのレーシングドライバー、実業家。

## 経歴
1999年からレース活動を開始し、翌2000年にイギリスツーリングカー選手権(BTCC)に参戦を獲得した。ノルドンは、この年から設けられた、プロダクションクラスに参戦し、アウディのワークスドライバーとしてBTCCでも活躍した、ジョン・ビンストクリフが立ち上げたビンストクリフ・モータースポーツより、日産・プリメーラで参戦を開始した。チームメイトにはこの年からBTCCに参戦を開始し、2019年現在もBTCCに参戦しているロブ・コラード。クラス優勝も達成したコラードに対してやや苦戦を強いられたものの、この年のプロダクションクラス7位を獲得した。
これ以降は、レース活動を休止したが、マーク・ノルドンレーシング(Marc Nordon Racing)を立ち上げ、レーシングカーのレンタルサービスやキット・カーの販売事業を行っており、モータースポーツ活動に関わり続けている。

## レース戦績

### イギリスツーリングカー選手権
| 年     | チーム             | 使用車両         | クラス         | 1        | 2        | 3    | 4    | 5    | 6    | 7    | 8    | 9    | 10   | 11     | 12       | 13   | 14   | 15     | 16       | 17     | 18       | 19       | 20       | 21       | 22       | 23     | 24     | 順位 | ポイント |
| ------ | ------------------ | ---------------- | -------------- | -------- | -------- | ---- | ---- | ---- | ---- | ---- | ---- | ---- | ---- | ------ | -------- | ---- | ---- | ------ | -------- | ------ | -------- | -------- | -------- | -------- | -------- | ------ | ------ | ---- | -------- |
| 2000年 | Bintcliffe・Sports | 日産・プリメーラ | プロダクション | BRH1 Ret | BRH2 DNS | DON1 | DON2 | THR1 | THR2 | KNO1 | KNO2 | OUL1 | OUL2 | SIL1 4 | SIL2 Ret | CRO1 | CRO2 | SNE1 5 | SNE2 Ret | DON1 4 | DON2 Ret | BRH1 Ret | BRH2 DNS | OUL1 Ret | OUL2 Ret | SIL1 8 | SIL2 4 | 7位  | 30       |